# Юматовського сільхозтехнікума
Юма́товського сільхозте́хнікума (рос. Юматовского сельхозтехникума, башк. Йоматау сельхозтехникумы) — село (у минулому селище) у складі Уфимського району Башкортостану, Росія. Входить до складу Юматовської сільської ради.
Населення — 355 осіб (2010; 681 в 2002).
Національний склад:
- татари — 46 %
- росіяни — 28 %